# André Gaudie Ley
André Gaudie Ley (Cidade de Goiás, último quartel do século XVIII — 1852) foi um militar (capitão-mor) e político brasileiro.

## Vida
Foi casado com Mariana de Alvim Poupino, irmã do coronel João Poupino Caldas, influente político mato-grossense, vinculado à família Albuquerque, grande núcleo familiar mato-grossense, cuja existência em Mato Grosso ascende a eras imemoriais, e representado, em começos do século XIX, pelo sargento-mor Antônio da Silva Albuquerque.
André Gaudie Ley chegou a Mato Grosso fazendo parte da milícia real, galgando nesta corporação militar os mais elevados postos, reformado-se em 1827 como capitão-mor, viagens várias vezes de Cuiabá à antiga capital de Mato Grosso, Vila Bela da Santíssima Trindade, conduzindo remessas de ouro para a Fundição.
Estabeleceu-se então em Cuiabá, onde gerou numerosa prole e criou para a família uma especial situação de preponderância regional, ampliada pelas sucessivas ligações dos seus filhos e filhas às mais importantes famílias mato-grossenses, tornado-se uma influente organização familiar.
Sua filha, Maria Antônia Gaudie Ley, casou-se com o barão de Diamantino.

## Política
Na hierarquia civil exerceu destacadas posições. De 1821 a 1833 ocupou cargos de confiança popular em Mato Grosso, sendo membro da junta administrativa (1821), da junta governativa de Cuiabá (eleito em 1821 e reeleito em 1822), do Conselho da Província de Mato Grosso (1825) e por duas vezes assumiu interinamente a presidência da província de Mato Grosso (de 1 de janeiro até 21 de julho de 1830 e de 19 de abril a 4 de dezembro de 1833).